# Samuel Bennett (hockey sur glace)
Pour les articles homonymes, voir Sam Bennett et Bennett.
Samuel Bennett-McDowell, dit Sam Bennett, (né le 20 juin 1996 à Richmond Hill en Ontario au Canada) est un joueur canadien de hockey sur glace. Il évolue au poste de centre.

## Biographie

### Carrière en club
Alors qu'il évolue pour les Frontenacs de Kingston dans la Ligue de hockey de l'Ontario, Bennett est repêché par les Flames de Calgary en tant que quatrième joueur sélectionné du repêchage d'entrée dans la LNH 2014.
Le 11 avril 2015, il joue son premier match dans la Ligue nationale de hockey avec les Flames chez les Jets de Winnipeg et enregistre sa première assistance. Il marque son premier but dans la LNH lors des séries éliminatoires de la Coupe Stanley face aux Canucks de Vancouver le 19 avril 2015.
Le 13 janvier 2016, il marque son premier tour de chapeau dans la LNH lors d'une victoire de 6 à 0 contre les Panthers de la Floride.
Le 12 avril 2021, il est échangé aux Panthers de la Floride avec un choix de sixième tour lors du repêchage d'entrée dans la LNH 2022 en retour d'Emil Heineman et d'un choix de deuxième tour lors du repêchage d'entrée dans la LNH 2022.
Avec les Panthers de la Floride, il remporte la Coupe Stanley en 2024 et en 2025, année où il est également consacré meilleur joueur des séries en remportant le trophée Conn-Smythe.

### Carrière internationale
Il représente le Canada en sélections jeunes.

## Statistiques

### En club
| Saison     | Équipe                 | Ligue      |     | Saison régulière | Saison régulière | Saison régulière | Saison régulière | Saison régulière |    | Séries éliminatoires | Séries éliminatoires | Séries éliminatoires | Séries éliminatoires | Séries éliminatoires |
| Saison     | Équipe                 | Ligue      | PJ  | B                | A                | Pts              | Pun              | PJ               | B  | A                    | Pts                  | Pun                  |                      |                      |
| 2012-2013  | Frontenacs de Kingston | LHO        | 60  | 18               | 22               | 40               | 87               | 4                | 0  | 3                    | 3                    | 2                    |                      |                      |
| 2013-2014  | Frontenacs de Kingston | LHO        | 57  | 36               | 55               | 91               | 118              | 7                | 5  | 4                    | 9                    | 18                   |                      |                      |
| 2014-2015  | Frontenacs de Kingston | LHO        | 11  | 11               | 13               | 24               | 14               | 4                | 0  | 3                    | 3                    | 4                    |                      |                      |
| 2014-2015  | Flames de Calgary      | LNH        | 1   | 0                | 1                | 1                | 0                | 11               | 3  | 1                    | 4                    | 8                    |                      |                      |
| 2015-2016  | Flames de Calgary      | LNH        | 77  | 18               | 18               | 36               | 37               | -                | -  | -                    | -                    | -                    |                      |                      |
| 2016-2017  | Flames de Calgary      | LNH        | 81  | 13               | 13               | 26               | 75               | 4                | 2  | 0                    | 2                    | 4                    |                      |                      |
| 2017-2018  | Flames de Calgary      | LNH        | 82  | 11               | 15               | 26               | 59               | -                | -  | -                    | -                    | -                    |                      |                      |
| 2018-2019  | Flames de Calgary      | LNH        | 71  | 13               | 14               | 27               | 93               | 5                | 1  | 4                    | 5                    | 16                   |                      |                      |
| 2019-2020  | Flames de Calgary      | LNH        | 52  | 8                | 4                | 12               | 36               | 10               | 5  | 3                    | 8                    | 10                   |                      |                      |
| 2020-2021  | Flames de Calgary      | LNH        | 38  | 4                | 8                | 12               | 19               | -                | -  | -                    | -                    | -                    |                      |                      |
| 2020-2021  | Panthers de la Floride | LNH        | 10  | 6                | 9                | 15               | 33               | 5                | 1  | 4                    | 5                    | 8                    |                      |                      |
| 2021-2022  | Panthers de la Floride | LNH        | 71  | 28               | 21               | 49               | 74               | 10               | 1  | 2                    | 3                    | 12                   |                      |                      |
| 2022-2023  | Panthers de la Floride | LNH        | 63  | 16               | 24               | 40               | 54               | 20               | 5  | 10                   | 15                   | 60                   |                      |                      |
| 2023-2024  | Panthers de la Floride | LNH        | 69  | 20               | 21               | 41               | 100              | 19               | 7  | 7                    | 14                   | 12                   |                      |                      |
| 2024-2025  | Panthers de la Floride | LNH        | 76  | 25               | 26               | 51               | 90               | 23               | 15 | 7                    | 22                   | 48                   |                      |                      |
| Totaux LNH | Totaux LNH             | Totaux LNH | 691 | 162              | 174              | 336              | 670              | 107              | 40 | 38                   | 78                   | 178                  |                      |                      |

### En équipe nationale
| Année | Équipe         | Compétition                  |   | PJ | B | A | Pts | Pun           |  | Résultat |
| 2013  | Canada Ontario | Défi mondial -17 ans         | 5 | 3  | 3 | 6 | 10  |               |  |          |
| 2013  | Canada -18 ans | Championnat du monde -18 ans | 7 | 3  | 4 | 7 | 4   | Médaille d'or |  |          |
| 2025  | Canada         | Confrontation des 4 nations  | 3 | 1  | 0 | 1 | 5   | 1re place     |  |          |

## Récompenses

### Ligue nationale de hockey
- 2023-2024 : coupe Stanley avec les Panthers de la Floride
- 2024-2025 : 
  - coupe Stanley avec les Panthers de la Floride
  - trophée Conn-Smythe